# Евгеніо Косеріу
Евгеніо Косеріу (рум. Eugeniu Coşeriu; 27 липня 1921, Міхейлень (Ришканський район), Румунське королівство — 7 вересня 2002, Тюбінген, Баден-Вюртемберг, Німеччина) — німецький учений-лінгвіст румунського походження, фахівець з романського мовознавства; професор, автор понад 50 книг, почесний член Румунської академії (1991).

## Біографія
Народився 27 липня 1921 в селі Міхейлень Румунського королівства, пізніше — Молдавської РСР, нині Молдова.
Навчався в ліцеї Liceul Teoretic «Ion Creangă» міста Бєльці, де однокласниками були Vadim Pirogan — бессарабський письменник, і Sergiu Grossu — румунський письменник. Після закінчення Ясського університету (місто Ясси), вирушив в 1940 до Італії, де продовжив навчання в Італійському інституті культури в Римі. Тут в 1944 здобув ступінь доктора наук за дисертацію про вплив Chanson de geste (жанр французької середньовічної літератури епічного змісту) на поезію південних слов'янських народів. У 1944-1945 Косеріу працював в Падуанському університеті, з 1945 до 1949 — в Міланському університеті.
Деякий час працював в Латинській Америці — в Уругвайському Республіканському університеті, потім повернувся в Європу і до кінця життя працював в Тюбінгенському університеті, Німеччина.
Помер 7 вересня 2002 в Тюбінгені, Німеччина.

## Пам'ять
Ім'я Евгеніо Косеріу носять:
- міська бібліотека в Бєльцях;
- школа в селі Міхейлень;
- міжнародний колоквіум Internaţional de Ştiinţe ale Limbajului.